# Îlet Petit Piton
Îlet Petit Piton är en obebodd ö i Martinique. Den ligger i den östra delen av Martinique, 22 km öster om huvudstaden Fort-de-France.